# (33339) 1998 VR32
1998 في أر 32 (ويعرف أيضًا باسم (33339) 1998 في أر 32 وفق تسمية الكوكب الصغير) (بالإنجليزية: 1998 VR32)‏ هو كويكب ضمن حزام الكويكبات؛ وترتيبه 33339 من حيث الاكتشاف.
اكتُشف هذا الجُرم الفلكي بواسطة ماسح السماء كاتالينا في 15 نوفمبر 1998.

## وصلات خارجية
- (33339) 1998 VR32 في قاعدة بيانات مختبر الدفع النفاث لأجرام النظام الشمسي الصغيرة

- الاكتشاف · مخطط المدار ·  العناصر المدارية · المعلمات المادية

- (33339) 1998 VR32 على موقع ويكي سكاي: DSS2, SDSS, GALEX, IRAS, Hydrogen α, X-Ray, Astrophoto, Sky Map, Articles and images